# Giulio Lazzarini
Giulio Lazzarini (Lucca, 31 luglio 1927 – Lucca, 31 luglio 2020) è stato un politico italiano.

## Biografia
Di professione commercialista, fu il primo candidato a sindaco di Lucca con la modalità di elezione diretta da parte dei cittadini. Presentatosi con la lista civica "Vivere Lucca" in rappresentanza di una coalizione di centro-sinistra con Partito Democratico della Sinistra, Partito Popolare Italiano e i Cristiano Sociali, fu eletto sindaco al secondo turno del 10 luglio 1994, battendo con il 53% di preferenze il candidato di Forza Italia Massimo Bulckaen. Alle amministrative del 1998 si ricandidò con la propria lista civica senza il supporto del centro-sinistra, ricevendo il 23% di preferenze e venendo così eletto consigliere comunale.
Sposato con Argentina Santarlasci (1931-2018), ebbe da lei cinque figli: Guido, Giorgio, Anna, Carlo e Franca.
Morì a Lucca il 31 luglio 2020, giorno del suo novantatreesimo compleanno.